# تجارت اجتماعی
تجارت اجتماعی (به انگلیسی: social commerce) زیرمجموعه ای از تجارت الکترونیکی است که شامل رسانه‌های اجتماعی و رسانه‌های آنلاین می‌شود و از تعامل اجتماعی و مشارکت کاربران برای کمک به خرید و فروش آنلاین محصولات و خدمات پشتیبانی می‌کند.
به‌طور خلاصه، تجارت اجتماعی استفاده از شبکه (های) اجتماعی در معامله‌های تجارت الکترونیک از جستجو تا پرداخت، بدون خروج از پلت فرم رسانه اجتماعی است.
امروزه دامنه تجارت اجتماعی به ابزارهای رسانه‌های اجتماعی و محتوای مورد استفاده در زمینه تجارت الکترونیک، به ویژه در صنعت مد، گسترش یافته‌است.
نمونه‌هایی از تجارت اجتماعی شامل رتبه‌بندی و بررسی‌های مشتریان، توصیه‌ها و ارجاع‌های کاربران، ابزارهای خرید اجتماعی (اشتراک‌گذاری خرید آنلاین)، انجمن‌ها و اجتماعات، برنامه‌های کاربردی اجتماعی و تبلیغات اجتماعی است.
نقش اصلی در تجارت اجتماعی را مصرف‌کنندگانی دارند که به اشتراک‌گذاری اطلاعات در مورد خرید خود و ارائه نظرات برای مشاوره به کل جامعه کاربران اینترنت می‌پردازند. تجارت اجتماعی به برندها این فرصت را می‌دهد که به نظرات کاربران اینترنت توجه کنند و با آن سازگار شده، و تجربه متفاوتی را برای آنها فراهم کنند.
امروزه تعداد زیادی فروشگاه در اینترنت وجود دارد که هزاران محصول و خدمات مختلف را ارائه می‌دهند. اما چگونه می‌توان محصول یا خدمات مورد نظر یا فروشگاهی که بهترین محصول را با کمترین قیمت ارائه می‌دهد پیدا نمود؟ تجارت اجتماعی به رفع این مسائل کمک می‌کند.

## اهداف
هدف تجارت اجتماعی کمک به شرکت‌ها در دستیابی به اهداف زیر است:
1. تجارت اجتماعی به شرکت‌ها کمک می‌کند تا مشتریان را با برندهای خود مطابق با رفتارهای اجتماعی آنها درگیر کنند.
2. انگیزه ای برای مشتریان برای بازگشت به وب سایت ایجاد می‌کند.
3. بستری را برای مشتریان فراهم می‌کند تا در وب سایت در مورد برند گفتگو کنند.
4. تمام اطلاعاتی را که مشتریان برای تحقیق، مقایسه و در نهایت انتخاب یک شرکت نسبت به رقیبان نیاز دارند، فراهم می‌کند.

## عناصر اثربخشی تجارت اجتماعی
- عمل متقابل – وقتی یک شرکت، چیز ارزشمندی را به صورت رایگان به شخصی می‌دهد، آن شخص احساس می‌کند که باید این لطف را جبران کند، چه با خرید مجدد یا ارائه توصیه‌های خوب دربارهٔ آن شرکت.
- اجتماع - وقتی افراد گروهی را پیدا می‌کنند که ارزش‌ها، علاقه‌ها، باورها و… یکسانی دارند، نسبت به آن بیشتر متعهد می‌شوند. (زیرا که احساس می‌کنند در آن اجتماع پذیرفته شده‌اند) هنگامی که این تعهد به وجود می‌آید، افراد تمایل دارند روندهای یکسانی را به عنوان اعضای یک گروه دنبال کنند و زمانی که یکی از اعضا ایده یا محصول جدیدی را معرفی می‌کند، بر اساس اعتماد قبلی که ایجاد شده، با سهولت بیشتری مورد قبول واقع می‌شود. برای شرکت‌ها مفید است که با سایت‌های رسانه‌های اجتماعی مشارکت داشته باشند تا اجتماعات را با محصولات خود درگیر کنند.
- اثبات اجتماعی - برای دریافت بازخورد مثبت، یک شرکت باید علاقه‌مند به پذیرش بازخوردهای اجتماعی باشد. این را می‌توان در بسیاری از شرکت‌های آنلاین مانند eBay و Amazon مشاهده کرد که امکان بازخورد عمومی از محصولات را فراهم می‌کنند و هنگامی که خرید انجام می‌شود، بلافاصله لیستی را ایجاد می‌کنند که خریدهایی که افراد دیگر در رابطه با خرید اخیر فرد انجام داده‌اند را نشان می‌دهند. تشویق به توصیه و بازخورد مفید است و باعث ایجاد اعتماد برای شرکت به عنوان یک فروشنده می‌شود.
- اعتبار - بسیاری از مردم به مدرکی نیاز دارند که نشان دهد یک محصول با کیفیت است. این اثبات می‌تواند بر اساس توصیه‌های دیگران باشد که همان محصول را خریداری کرده‌اند. اگر نظرات کاربران زیادی در مورد یک محصول وجود داشته باشد، مصرف‌کننده تمایل بیشتری برای اعتماد به تصمیم خود برای خرید این کالا خواهد داشت.
- علاقه - مردم بر اساس توصیه‌های دیگران اعتماد می‌کنند. اگر تعداد زیادی «لایک» از یک محصول خاص وجود داشته باشد، آنگاه مصرف‌کننده در انجام خرید احساس اطمینان بیشتری می‌کند.
- کمیابی - به عنوان بخشی از عرضه و تقاضا، ارزش بیشتری به محصولاتی که متقاضی زیادی دارند یا کمیاب هستند اختصاص می‌یابد؛ بنابراین، اگر شخصی متقاعد شود که چیزی را که می‌خرد منحصربه‌فرد، خاص یا نایاب است، تمایل بیشتری برای خرید پیدا می‌کند. این را می‌توان در مورد زارا و اپل مشاهده کرد که با متقاعد کردن مردم به امکان از دست دادن فرصت خرید محصولات خود، برای محصولات خود تقاضا ایجاد می‌کنند.